# Kevin Love
Kevin Wesley Love (nascut el 7 de setembre de 1988 a Santa Monica, Califòrnia), és un jugador de bàsquet estatunidenc que juga en la posició d'aler pivot.
Va ser triat en la cinquena posició del Draft de l'NBA de 2008 per Memphis Grizzlies, veient-se embolicat en un traspàs múltiple amb Minnesota Timberwolves en el qual estaria també implicat una altra primera ronda del draft, O.J. Mayo, entre d'altres. És fill del jugador de la dècada dels 70 Stan Love i nebot de Mike Love, membre dels Beach Boys.
L'agost de 2014 va ser traspassat als Cleveland Cavaliers, on jugaria al costat de Lebron James.
El 19 de juny de 2016 es va proclamar campió de l'NBA amb els Cleveland Cavaliers.